# Bösstjärnen (Norrbärke socken, Dalarna)
Bösstjärnen är en sjö i Smedjebackens kommun i Dalarna och ingår i Norrströms huvudavrinningsområde. Sjöns area är 0,007 kvadratkilometer och den är belägen 293 meter över havet.